# なんだかコワレ丸
『なんだかコワレ丸』（なんだかコワレまる）は、矢也晶久による日本の漫画。

## 登場人物
魔人 壊乱丸
陰陽師だが、人形の姿にされている。ゆうりには、壊レ丸呼ばわりされている。
蘆屋ゆうり
蘆屋家の次女。中学2年生。
蘆屋藍璃
陰陽寮で壊乱丸の許嫁。壊乱丸を人形の姿に変える。
蘆屋しおり
蘆屋家の長女。高校1年生。
蘆屋こより
蘆屋家の三女。小学5年生。
菅原まなみ
ゆうりの幼なじみ。
剣条寺瑠璃姫
宿曜師。
紫微
瑠璃姫の式神。
弓削はるな
転校生。
ハム丸
こよりの友人のペットのハムスター。
ヤスナ・賀茂・ベルフラワー
陰陽道部。中学1年生。
保人
陰陽師。通称、播磨の怪童。
奇門風后
不老不死の陰陽師。
穏幽
風后の式神。
至尊
風后の式神。

### 十二天将
白虎
「金」の属性の護法天将神。
太陰
「金」の属性の護法天将神。
天后
「水」の属性の護法天将神。
朱雀
「火」の属性の護法天将神。
騰蛇
「火」の属性の護法天将神。
勾陳
「土」の属性の護法天将神。
六合
「木」の属性の護法天将神。
天空
「土」の属性の護法天将神。
青龍
「木」の属性の護法天将神。
天一
「土」の属性の護法天将神。
太裳
「土」の属性の護法天将神。
玄武
「水」の属性の護法天将神。

## 単行本
- 矢也晶久 『なんだかコワレ丸』 集英社〈ジャンプコミックス〉、全6巻
  1. 2002年2月9日発行、ISBN 4-08-873227-8
  2. 2002年8月7日発行、ISBN 4-08-873305-3
  3. 2003年2月9日発行、ISBN 4-08-873386-X
  4. 2003年8月9日発行、ISBN 4-08-873500-5
  5. 2004年2月9日発行、ISBN 4-08-873569-2
  6. 2004年8月9日発行、ISBN 4-08-873645-1